# Horodyszcze (rejon samborski)
Horodyszcze (ukr. Городище) – wieś na Ukrainie, w obwodzie lwowskim, w rejonie samborskim. W 2001 roku liczyła 509 mieszkańców.
Została założona w 1414 roku. W II Rzeczypospolitej była siedzibą gminy wiejskiej Horodyszcze.